# Do the Best "Great Supporters Selection"
Do the Best "Great Supporters Selection" là album tổng hợp của Do As Infinity được biên soạn với sự yêu cầu của các fan. Album tiêu thụ được 16000 bản.

## Danh sách

### Đĩa 1
1. "Ai no Uta" (あいのうた Bản tình ca?)
2. "Hi no Ataru Sakamichi" (陽のあたる坂道 Ngọn đồi ngập nắng?)
3. "Honjitsu wa Seiten Nari" (本日ハ晴天ナリ Hôm nay sẽ là 1 ngày đẹp trời?)
4. "Summer Days" (Những ngày hè)
5. "Hiiragi" (柊 Hoa Holly?)
6. "Yesterday & Today" (Hôm qua & hôm nay)
7. "Kagaku no Yoru" (科学の夜 Đêm khoa học?)
8. "We Are." (Chúng ta là.)
9. "Enrai" (遠雷 Tiếng sét phía xa?)
10. "Oasis" (Ốc đảo)
11. "Boukensha Tachi" (冒険者たち Những kẻ phiêu lưu?)
12. "Tōku Made" (遠くまで Xa xôi?)
13. "Kūsō Ryōdan" (空想旅団 Lữ đoàn không tưởng?)
14. "I Miss You?" (Em nhớ anh?)
15. "Field of Dreams" (Cánh đồng mơ)

### Đĩa 2
1. "Yotaka no Yume" (夜鷹の夢 Giấc mơ của chú diều hâu đêm?)
2. "TAO"
3. "Tadaima" (タダイマ Tôi ở nhà?)
4. "Week!" (Tuần lễ!)
5. "One or Eight" (Một hay tám)
6. "New World" (Thế giới mới)
7. "Fukai Mori" (深い森 Rừng sâu?)
8. "Under the Sun" (Dưới ánh Mặt Trời)
9. "Shinjitsu no Uta" (真実の詩 Bài ca chân lý?)
10. "Na no Hanabatake" (菜ノ花畑 Vườn hoa canola?)
11. "Desire" (Khát khao)
12. "Tangerine Dream" (Giấc mơ màu vỏ quýt)
13. "Nice & Easy" (Thú vị và Dễ dàng)
14. "Be Free" (Tự do)
15. "Eien" (永遠 Bất tận?)

## Xếp hạng
| Bảng xếp hạng (2006) | Thứ hạng | Thời gian trụ hạng |
| -------------------- | -------- | ------------------ |
| Oricon Nhật Bản      | 26       | 2 tuần             |